# Iodeto de níquel(II)
Iodeto de níquel (II) é o composto químico inorgânico com a fórmula NiI2. Este sólido paramagnético preto azulado dissolve-se facilmente em água dando soluções azuis-esverdeadas. O material anidro cristaliza com o CdCl2, com geometria de coordenação octaédrica em cada Ni(II) central. Ele facilmente se hidrata e pode ser preparado por dissolução do óxido, hidróxido ou carbonato de níquel (II) em ácido iodídrico.